# Paraplatoides darwini
Paraplatoides darwini là một loài nhện trong họ Salticidae.
Loài này thuộc chi Paraplatoides. Paraplatoides darwini được Waldock miêu tả năm 2009.